# Maculinea paucipuncta
Maculinea paucipuncta är en fjärilsart som beskrevs av Berger 1946. Maculinea paucipuncta ingår i släktet Maculinea och familjen juvelvingar. Inga underarter finns listade i Catalogue of Life.